# Natalija Ratschynska

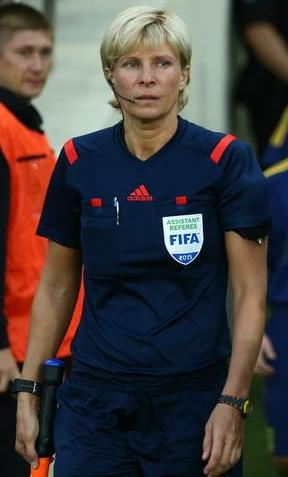
Natalija Ratschynska (2015)

Natalija Wolodymyriwna Ratschynska (ukrainisch Наталія Володимирівна Рачинська, internationale Schreibweise Natalia Rachynska; * 14. August 1970 in Koltschugino, Oblast Wladimir, Sowjetunion) ist eine ehemalige ukrainische Fußballschiedsrichterassistentin.
Seit 2000 war sie als Schiedsrichterin aktiv, zunächst in regionalen Wettbewerben. Ab 2007 leitete sie Spiele in der zweithöchsten ukrainischen Liga (Perscha Liha), ab 2011 in der Premjer-Liha (bis 2016).
Ratschynska stand auf der Liste der FIFA-Schiedsrichter und leitete internationale Fußballpartien, meist als Assistentin von Kateryna Monsul. Sie war als Schiedsrichterassistentin unter anderem bei der Europameisterschaft 2013 in Schweden, bei der Weltmeisterschaft 2015 in Kanada und beim olympischen Fußballturnier 2016 in Rio de Janeiro im Einsatz.
Am 22. Mai 2014 leiteten Kateryna Monsul, Natalija Ratschynska und Maryna Strilezka das Finale der Women’s Champions League 2013/14 zwischen Tyresö FF und VfL Wolfsburg (3:4).
Im Januar 2017 beendete Ratschynska altersbedingt ihre aktive Schiedsrichterkarriere.